# Xiniás
Xiniás (Xyniada) är en ort i Grekland.   Den ligger i prefekturen Fthiotis och regionen Grekiska fastlandet, i den centrala delen av landet, 170 km nordväst om huvudstaden Aten. Xiniás ligger 487 meter över havet och antalet invånare är 459.
Terrängen runt Xiniás är kuperad åt sydväst, men åt nordost är den platt. Runt Xiniás är det ganska tätbefolkat, med 155 invånare per kvadratkilometer. Närmaste större samhälle är Lamia, 18,9 km sydost om Xiniás. == Kommentarer ==
1. ↑  Framräknat ur variansen i alla höjduppgifter (DEM 3") från Viewfinder Panoramas, inom 10 km radie.[2] Mer om algoritmen finns här: Användare:Lsjbot/Algoritmer.